# Катастрофа MD-83 близ Анакапы
Катастрофа MD-83 близ Анакапы — крупная авиационная катастрофа, произошедшая в понедельник 31 января 2000 года. Авиалайнер McDonnell Douglas MD-83 авиакомпании Alaska Airlines совершал плановый рейс AS261 по маршруту Пуэрто-Вальярта—Сан-Франциско—Сиэтл, но при подлёте к Сан-Франциско рухнул в Тихий океан в 4,5 километрах от побережья острова Анакапа (Калифорния) из-за отказа механизма перестановки стабилизатора. Погибли все находившиеся на его борту 88 человек — 83 пассажира и 5 членов экипажа.

## Самолёт
McDonnell Douglas MD-83 (регистрационный номер N963AS, заводской 53077, серийный 1995) был выпущен в 1992 году (первый полёт совершил 11 апреля). 27 мая того же года был передан авиакомпании Alaska Airlines. Оснащён двумя турбореактивными двигателями Pratt & Whitney JT9D-219. На день катастрофы совершил 14 315 циклов «взлёт-посадка» и налетал 26 584 часа.

## Экипаж и пассажиры
Самолётом управлял очень опытный экипаж, состав которого был таким:
- Командир воздушного судна (КВС) — 53-летний Эдвард Томпсон (англ. Edward Thompson). Очень опытный пилот, проработал в авиакомпании Alaska Airlines 18 лет и 5 месяцев (с 16 августа 1982 года). Управлял самолётом McDonnell Douglas DC-9. Налетал свыше 17 750 часов, свыше 4150 из них на McDonnell Douglas MD-83.
- Второй пилот — 57-летний Уильям Тански (англ. William Tansky). Опытный пилот, проработал в авиакомпании Alaska Airlines 15 лет и 6 месяцев (с 17 июля 1985 года). Управлял самолётами Douglas DC-6 и Douglas DC-7. Налетал свыше 8140 часов, свыше 8060 из них на McDonnell Douglas MD-83.

В салоне самолёта работали трое бортпроводников:
- Эллисон Шэнкс (англ. Allison Shanks), 33 года. В Alaska Airlines с 1989 года.
- Крейг Пуланко (англ. Craig Pulanco), 30 лет. В Alaska Airlines с 1997 года.
- Кристин Миллс (англ. Kristin Mills), 26 лет. В Alaska Airlines с мая 1999 года.

| Гражданство    | Пассажиры | Экипаж | Всего |
| -------------- | --------- | ------ | ----- |
| США            | 81        | 5      | 86    |
| Мексика        | 1         | 0      | 1     |
| Великобритания | 1         | 0      | 1     |
| Всего          | 83        | 5      | 88    |

Всего на борту самолёта находились 88 человек — 5 членов экипажа и 83 пассажира.

## Хронология событий
Рейс AS 261 вылетел из Пуэрто-Вальярты в 13:37 PST и вскоре занял эшелон FL310 (9450 метров).
В 15:49, находясь в районе Лос-Анджелеса, пилоты сообщили диспетчеру о неполадках, связанных с горизонтальным оперением. Ни авиадиспетчер, ни экипаж не могли понять причину отказа; неоднократные попытки пилотов исправить неполадки не увенчались успехом. Также пилоты несколько раз обсуждали с диспетчером вопрос: аварийно садиться в Лос-Анджелесе или же продолжать лететь до Сан-Франциско; при этом диспетчер настаивал лететь до Сан-Франциско.
В 16:09, находясь над Тихим океаном, самолёт неожиданно вошёл в пикирование, снизившись с 9450 метров до 7000-7300 метров (пикирование продолжалось 1 минуту 20 секунд). Пилотам удалось выровнять лайнер на высоте 7400 метров, после чего они приняли решение идти на вынужденную посадку в аэропорту Лос-Анджелеса; диспетчер Лос-Анджелеса дал рейсу 261 разрешение на посадку.
В 16:19, при попытках экипажа оценить возможности управления самолётом и подготовке к посадке в Лос-Анджелесе, лайнер второй раз вошёл в пикирование. Пилоты попытались исправить положение, выполнив «полубочку» на высоте 5500 метров (перевернув самолёт шасси вверх), но рейс AS 261 продолжил пикировать в перевёрнутом положении и в 16:21 PST, не выходя из пикирования, врезался в воды Тихого океана в 4,5 километрах от побережья острова Анакапа у берегов Калифорнии и полностью разрушился. Все 88 человек на его борту погибли.
Поднятие обломков
При помощи Военно-морского флота США со дна Тихого океана было поднято около 85% обломков самолёта, в том числе хвостовая часть фюзеляжа, крыло и бортовой самописец.

## Расследование
Расследование причин катастрофы рейса AS 261 проводил Национальный совет по безопасности на транспорте (NTSB).
Окончательный отчёт расследования был опубликован 30 декабря 2002 года.
Согласно отчёту, причиной катастрофы стало недостаточное количество смазки в винтовом механизме, изменяющем угол установки стабилизатора, что привело к повышенному износу бронзовой гайки этого механизма, её поломке и, как следствие, уводу стабилизатора и потере управления. Последняя замена смазки перед катастрофой производилась в сентябре 1999 года.
Расследование также выяснило, что авиакомпания Alaska Airlines увеличила интервал между плановыми осмотрами своих авиалайнеров. Это существенно повысило вероятность того, что факт износа деталей останется незамеченным.

## Последствия катастрофы
Авиакомпания Alaska Airlines в знак уважения к пассажирам и экипажу рейса 261 сменила номер рейса AS 261 на AS 203, маршрут рейса стал Пуэрто-Вальярта—Сиэтл и по нему летает Boeing 737.

## Культурные аспекты
- Катастрофа рейса 261 Alaska Airlines показана в двух сериях канадского документального телесериала Расследования авиакатастроф — Пике над океаном (5 серия 1 сезона) и Падение в Тихий океан (5 серия 22 сезона).
- В фильме «Экипаж» (США, 2012, режиссёр Роберт Земекис) причиной аварии самолёта MD-80 тоже послужила неисправность вала управления рулем высоты, но командир, выполнив «полубочку», смог произвести аварийную посадку.